# Scorpaenopsis neglecta
Scorpaenopsis neglecta är en fiskart som beskrevs av Heckel, 1837. Scorpaenopsis neglecta ingår i släktet Scorpaenopsis och familjen Scorpaenidae. Inga underarter finns listade i Catalogue of Life.